# Сумбинський сільський округ (Уйгурський район)
Су́мбинський сільський округ (каз. Сумба ауылдық округі, рос. Сумбинский сельский округ) — адміністративна одиниця у складі Уйгурського району Алматинської області Казахстану. Адміністративний центр — село Сумба.
Населення — 3736 осіб (2021; 4277 у 2009, 4171 у 1999, 4361 у 1989).
Станом на 1989 рік існувала Сумбинська сільська рада (села Жанасай, Новий Сумбе, Сумбе, Шошанай).

## Склад
До складу округу входять такі населені пункти:
| Населений пункт     | Населення, осіб (1989) | Населення, осіб (1999) | Населення, осіб (2009) | Населення, осіб (2021) |
| ------------------- | ---------------------- | ---------------------- | ---------------------- | ---------------------- |
| Сумба, село         | 1671                   | 3436                   | 3544                   | 3078                   |
| --Бактикурай        | -                      | -                      | 1                      | 4                      |
| --Жанасай, село     | 356                    | -                      | -                      | -                      |
| --Калгантам         | -                      | -                      | -                      | 4                      |
| --Новий Сумбе, село | 1553                   | -                      | -                      | -                      |
| Шошанай, село       | 781                    | 735                    | 732                    | 650                    |